# 바시 해협

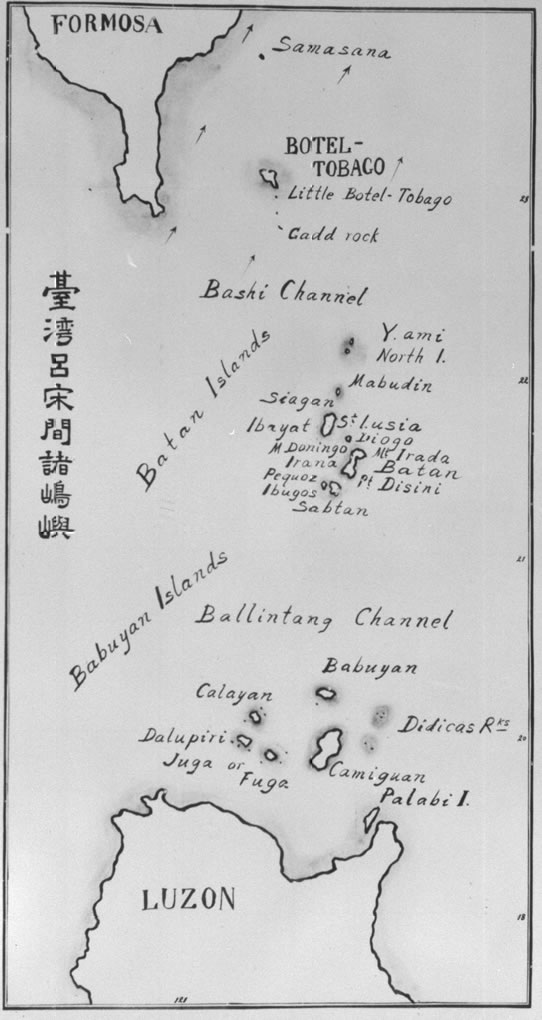
바시 해협

바시 해협(Bashi Channel)은 대만 란위섬과 필리핀 바탄 제도 사이의 해협이다. 이것은 태평양의 루손 해협의 한 부분이다. 해당 해협은 6월부터 12월까지의 우기 동안 바람이 부는 폭풍이 특징이다.

## 역사
바시 해협은 군사 작전을 위한 중요한 통로이다. 태평양 전쟁때 남방작전으로 타이완에 주둔한 일본군은 제로센과 Ki-43 하야부사를 대거 투입해서 바시 해협을 건너 필리핀에 주둔중인 미군 항공전력을 격파한 전력이 있다. 1944년에 필리핀 해 해전이후 미해군이 일본군 향해 대대적인 반격을 가하면서 바시 해협 건너 타이완 주둔 일본군 항공기지를 격파했다.

## 현황
필리핀과 대만 양국은 이 해역이 자국 해안에서 배타적경제수역 200해리 이내에 있다고 주장하고 있기 때문에 이 해역의 해상경계에 대해 이의를 제기하고 있다. 추가적으로 한국,일본 유조선등 각종 선박 통항로로 쓰여서 전략적 가치를 지니고 있다.
이 채널은 통신망에도 중요하다. 아시아 국가들 간의 데이터와 전화 트래픽을 전달하는 해저 통신 케이블의 대부분이 바시 해협을 통과하여 인터넷의 주요 장애 지점이 된다. 2006년 12월, 규모 6.7의 해저 지진이 여러 개의 해저 케이블을 동시에 절단하여 몇 주 동안 지속된 상당한 통신 병목 현상을 야기했다.